# Nicolaaskerk (Wesepe)
De Nicolaaskerk in het Sallandse dorp Wesepe is een 14de-eeuwse gotische zaalkerk. 
Het kerkje werd voor het eerst in 1348 genoemd en behoorde tot 1371 tot het kerspel Wijhe. Sindsdien was Wesepe een afzonderlijk kerspel. Het gotische zaalkerkje werd in 1503 uitgebreid met een nieuw, verhoogd koor met een 5/8-sluiting. Schip en koor worden overwelfd door kruisribgewelven. De toren kreeg in de 16de eeuw zijn huidige spits.
In de kerk staat een gedeeltelijk 13de-eeuws doopvont van Bentheimer zandsteen. Het orgel werd in 1876 gebouwd door H.G. Holtgräve uit Deventer. Het stond oorspronkelijk in de Doopsgezinde Kerk in Deventer en werd in 1894 naar Wesepe verplaatst.
Het gelui in de toren bestaat uit twee klokken. De oudste dateert uit 1502 en de jongste, die door de Deventer klokkengieter Gerhard Schimmel is gegoten, uit 1699. Het werd in 2016 gerestaureerd.
Restauraties van de kerk zelf vonden plaats in 1938 (koor), 1950/51 (rest kerk) en 2003/04 (dak).
De vanouds hervormde kerk wordt gebruikt door de Protestantse Gemeente Wesepe, die deel uitmaakt van de PKN.